# Osmeridae
Famille
Les Osmeridae sont une famille de poissons téléostéens (Teleostei) comprenant les éperlans.

## Liste des genres
Selon Catalogue of Life (20 février 2014), FishBase (20 février 2014) & World Register of Marine Species (20 février 2014) :
- genre Allosmerus
- genre Hypomesus Gill, 1862
- genre Mallotus Cuvier, 1829
- genre Osmerus Linnaeus, 1758
- genre Spirinchus
- genre Thaleichthys

Selon ITIS (20 février 2014) :
- genre Allosmerus Hubbs, 1925
- genre Hypomesus Gill, 1862
- genre Mallotus Cuvier, 1829
- genre Osmerus Linnaeus, 1758
- genre Plecoglossus Temminck & Schlegel, 1846
- genre Spirinchus Jordan & Evermann, 1896
- genre Thaleichthys Girard, 1858

Selon NCBI (20 février 2014) :
- sous-famille Hypomesinae
  - genre Hypomesus
- sous-famille Osmerinae
  - tribu Osmerini
    - genre Allosmerus
    - genre Osmerus
    - genre Spirinchus
    - genre Thaleichthys

  - tribu Salangini
    - genre Hemisalanx
    - genre Leucosoma
    - genre Mallotus
    - genre Neosalanx
    - genre Protosalanx
    - genre Salangichthys
    - genre Salanx
- sous-famille Plecoglossinae
  - genre Plecoglossus